# Oude Jeroenskerk

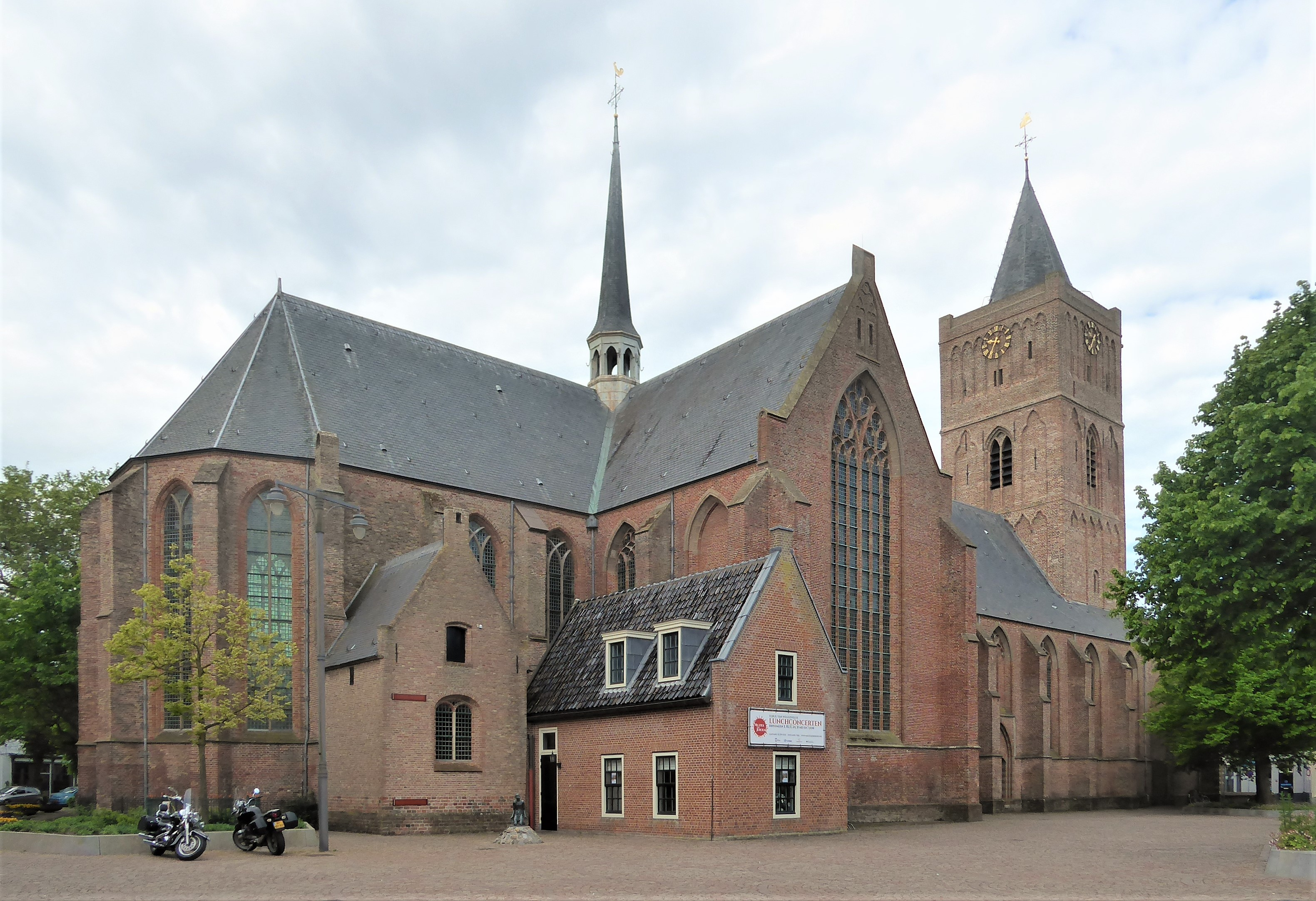
Die Oude Jeroenskerk

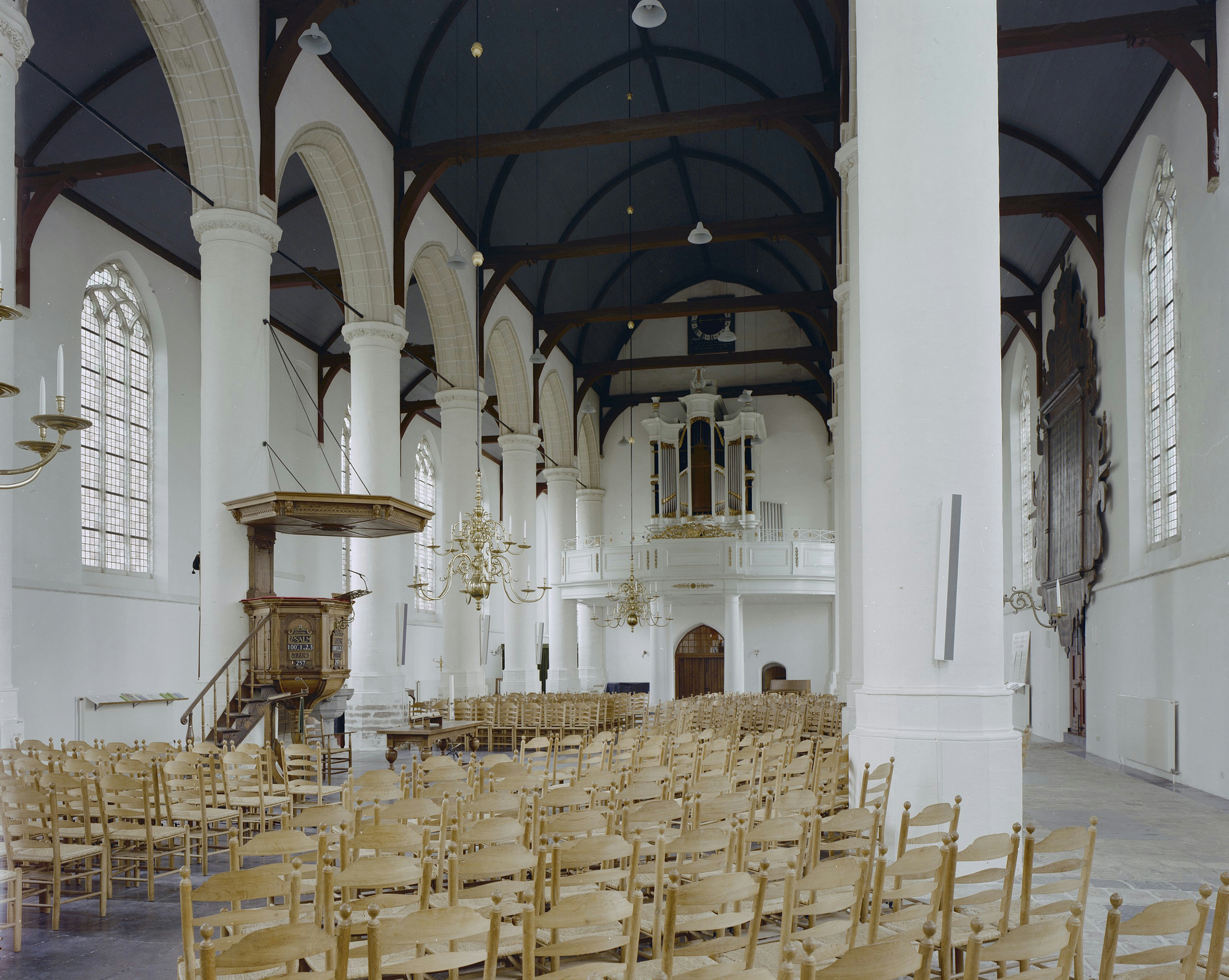
Inneres, Blick Richtung Orgel

Die Oude Jeroenskerk ist ein Kirchengebäude der Protestantischen Kirche in den Niederlanden in Noordwijk in der Provinz Südholland. Das Kirchenschiff sowie der Turm des Gotteshauses sind als Rijksmonumente eingestuft. Die Kirche wird als Alte Jeroenskirche bezeichnet, um sie von der benachbarten römisch-katholischen Sint-Jeroenskerk zu unterscheiden, die im Jahr 1894 dem mittelalterliche Patrozinium der alten Kirche vor der Reformation unterstellt wurde.

## Geschichte
Die Kirche trug bis zur Einführung der Reformation das Patrozinium des Missionars Jeroen von Noordwijk. Ältester Teil der Kirche ist der mit Lisenen und Friesen verzierte Unterbau des Turms aus der Mitte des 13. Jahrhunderts. Zu Beginn des 14. Jahrhunderts, möglicherweise 1311, wurde die ursprünglich einschiffige Tuffsteinkirche erweitert und der Turm mit dreibogigen Friesen erhöht. Die heutige spätgotische Kirche erhielt ihre Baugestalt nach einem Brand im Jahr 1449 als dreischiffiges Gotteshaus auf kreuzförmigen Grundriss mit einem fünfseitig geschlossenen Chor. Dabei wurde der alte Turm in das Bauwerk einbezogen. Der Dachreiter auf dem Langhaus stammt aus dem Jahr 1764. Die Kirche wurde 1901/04 unter der Leitung von H.J. Jesse restauriert. Eine erneute Instandsetzung fand 1970–75 statt, wobei das Südportal wieder eingesetzt und die veränderten Fenster von der ersten Restaurierung wieder in ihren Ursprungszustand versetzt wurden.
Der Innenraum ist mit einem hölzernen Tonnengewölbe bedeckt. Die Ausstattung umfasst ein Taufbecken aus Blaustein mit vier skulptierten Köpfen aus dem frühen 16. Jahrhundert, ein Abendmahlsgestühl von 1636, eine Kanzel (um 1650; restauriert 1904), eine Herrenbank aus dem Jahr 1751 mit Schnitzereien von Franz Maas. Die Kirche enthält auch die reich verzierten spätgotischen Grabsteine von Jan van der Boeckhorst († 1450) und Florys van der Boeckhorst († 1509) und ihren Frauen, einige Spruchtafeln (1625 und 1638) und Psalmtafeln (1682 und 1771), das Epitaph für Johan van der Wijck († 1679) und ein marmornes Grabmal für den Staatsmann, Historiker und Dichter Jan van der Does oder Janus Dousa († 1604), gefertigt 1792. Auf der Südseite des Turms befindet sich ein Sandsteinsarkophag aus dem 12. Jahrhundert.

## Orgel
Die Orgel wurde 1840 von Hermanus Knipscheer II gebaut und am 8. November des gleichen Jahres eingeweiht. Sie war ein Geschenk von Gerrit Kuiper, einem emeritierten Pfarrer in Noordwijk und seiner Frau Anna Cornelia Pennewart. Das Ehepaar richtete zusätzlich einen Fonds für die jährliche Instandhaltung der Orgel ein. 1903/1904 wurde das Instrument von Gerrit van Leeuwen restauriert. Er baute u. a. das Pedalwerk als selbstständiges Pedal um und erneuerte die Trompete des Hauptwerks. 1949/1950 wurde das Werk von der Firma Van Leeuwen & Zn restauriert. Zur Kirchenrenovierung wurde die Orgel 1971 von der Firma Pels & Van Leeuwen unter der Fachberatung von Klaas Bolt abgebaut, restauriert und 1974 wieder in die Kirche eingebaut. Das Werk wurde 1999/2000 von Flentrop Orgelbouw wiederum restauriert, die Orgel leicht nach vorne versetzt, das Pedal um ein Fagott 16′ erweitert und in ein neues Gehäuse eingebaut sowie einige der fehlenden Knipscheer-Register rekonstruiert. Die Einweihung erfolgte am 7. Juni 2000.
Das Instrument mit mechanischen Schleifladen hat heute folgende Disposition:
| I Hoofdwerk C–f3 |        |
| Bourdon B/D      | 16′    |
| Prestant I–II    | 08′    |
| Holpijp          | 08′    |
| Octaaf           | 04′    |
| Fluit Does       | 04′    |
| Quint            | 2 ⁄3′  |
| Octaaf           | 02'    |
| Terts            | 1 3⁄5′ |
| Mixtuur III–IV   |        |
| Cornet IV D      |        |
| Trompet B/D      | 08′    |

| II Bovenwerk C–f3 |    |
| Prestant B/D      | 8′ |
| Holpijp           | 8′ |
| Viool di Gamba    | 8′ |
| Prestant B/D      | 4′ |
| Dwarsfluit        | 4′ |
| Gemshoorn         | 4′ |
| Woudfluit         | 2′ |
| Dulciaan          | 8′ |

| Pedaal C–d1 |     |
| Subbas      | 16′ |
| Octaaf      | 08′ |
| Fagot       | 16′ |

- Koppeln: II/I, I/P, II/P
- Effektregister: Tremulant (auf das ganze Werk wirkend)
- Stimmtonhöhe: a1 = 442 Hz
- Temperatur: gleichschwebend
- Besonderheiten: Schleifenteilung Bourdon d1/dis1, weitere c1/cis1; Hauptwerksprinzipal doppelchörig im Diskant